# Kikuzakura del Kenrokuen
Kikuzakura del Kenrokuen (兼六園菊桜?) es el tipo de sakura que se encuentra únicamente en el parque Kenroku.
Florece de finales de abril a finales de mayo. Perteneciente al sistema de variedad de las satozakura. En Japón el único lugar donde existe esta variedad es en el parque Kenroku, alguna vez considerado un tesoro natural de gran importancia, casi extinto en la actualidad se encuentran solo dos árboles de esta variedad.
Se pueden llegar a contar hasta 300 pétalos en cada una de sus flores, haciéndolas unas flores con excelsa belleza. Los pistoles son de color rojo, pero cuando aún están tiernos son de color rosa, pero siempre están muy apretados (por la cantidad de pétalos).
El color de la flor se mantiene cambiando densamente a carmesí pálido en el brote y de blanco a rojo, el centro de la conversión de la hoja a verde es cuando cambia el pistilo de la flor.

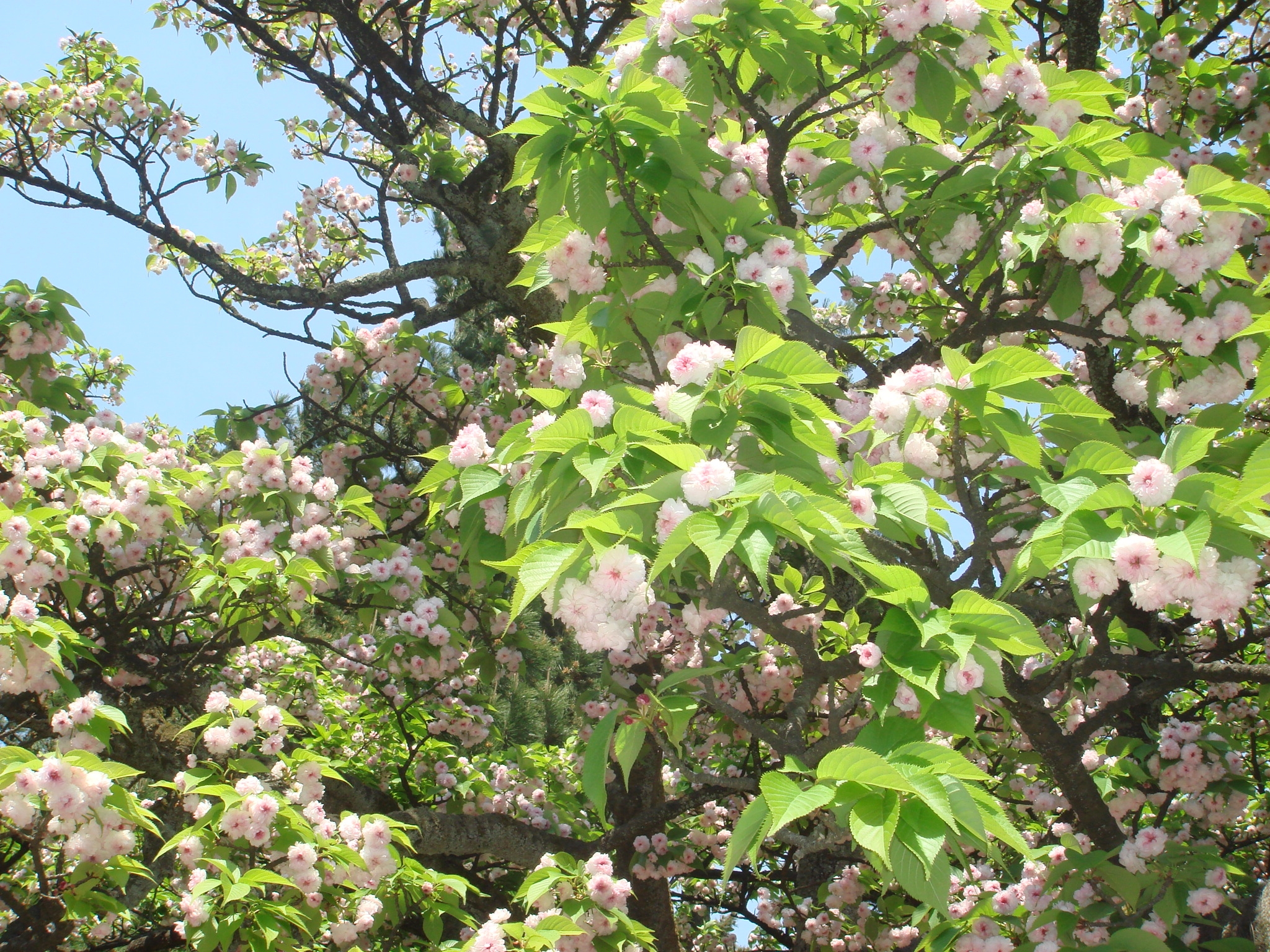
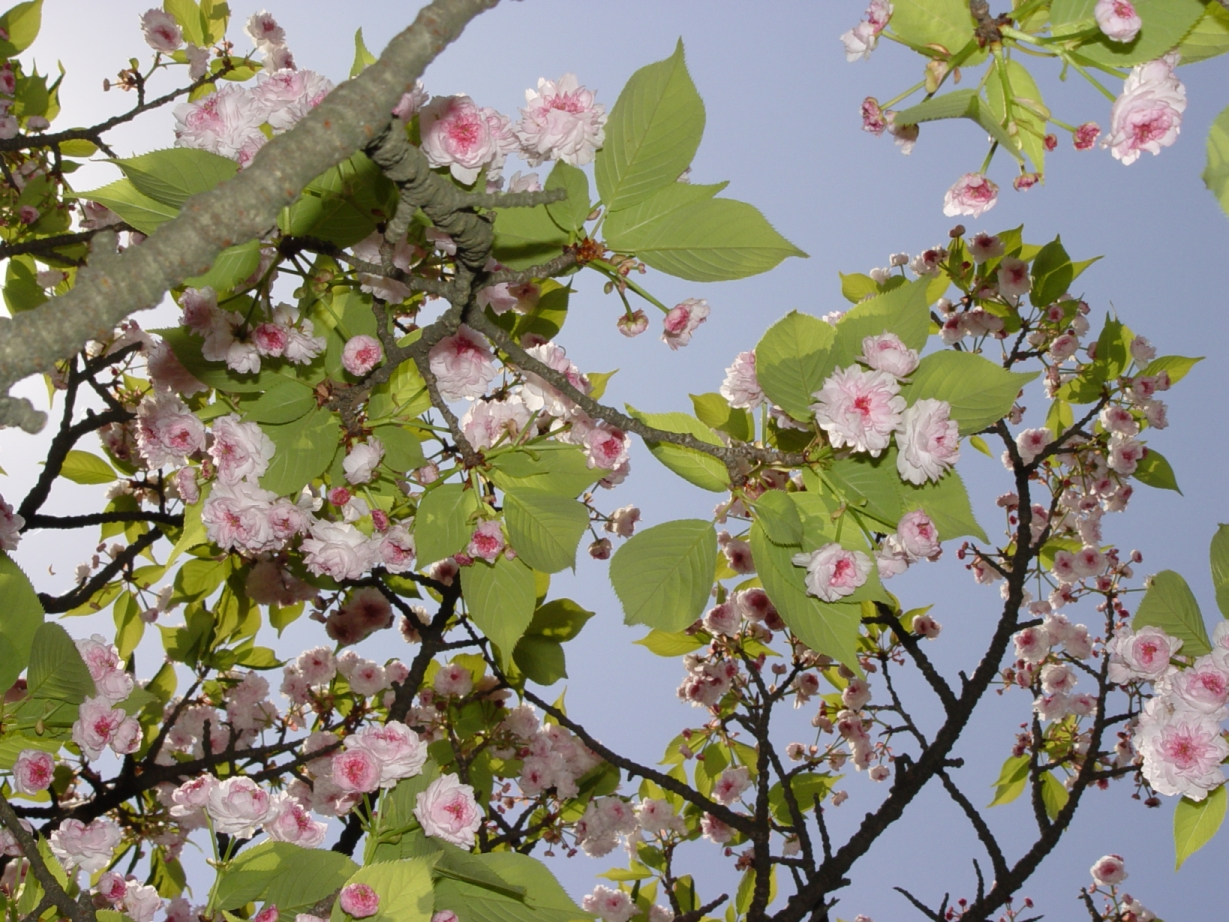
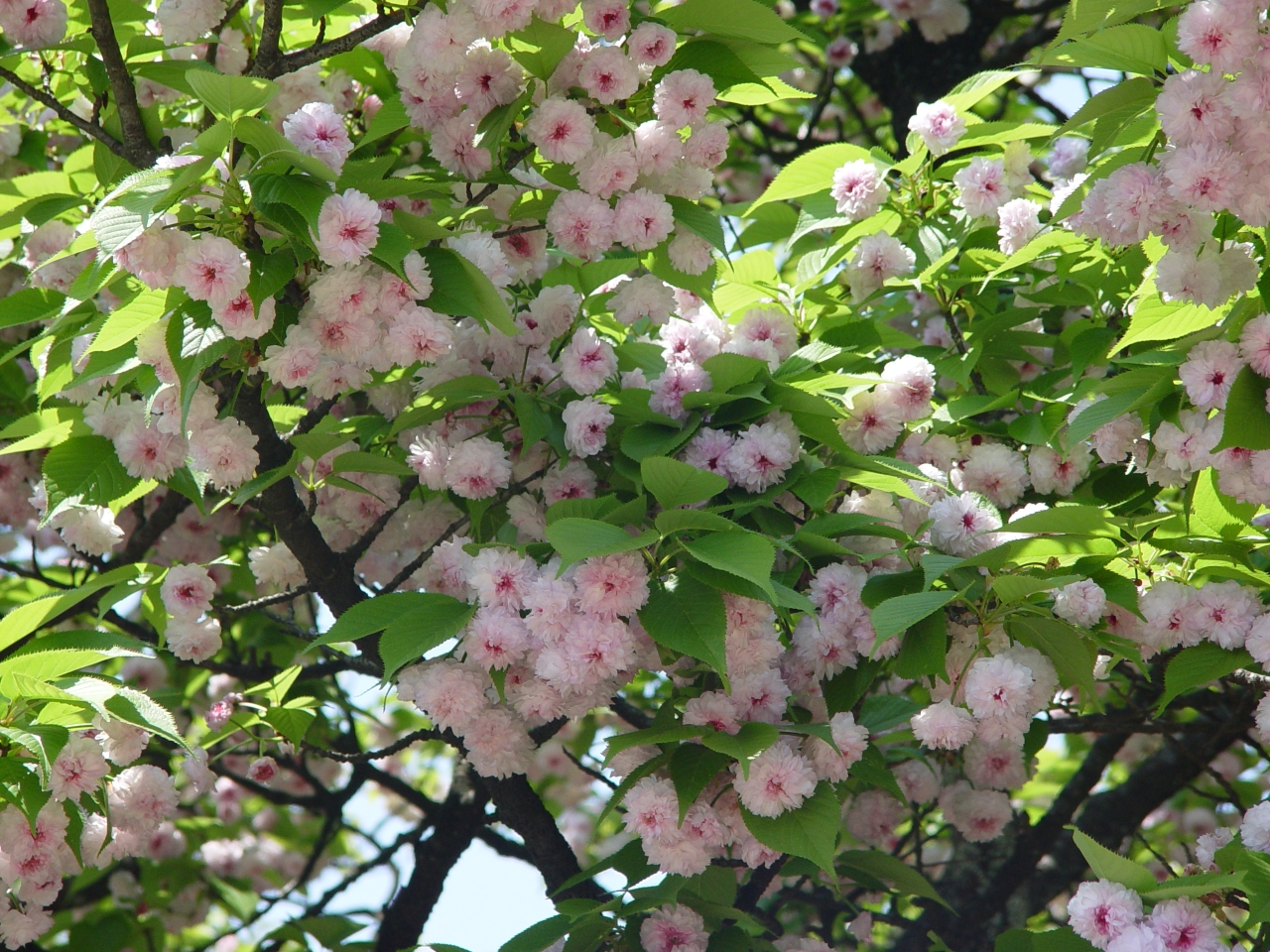
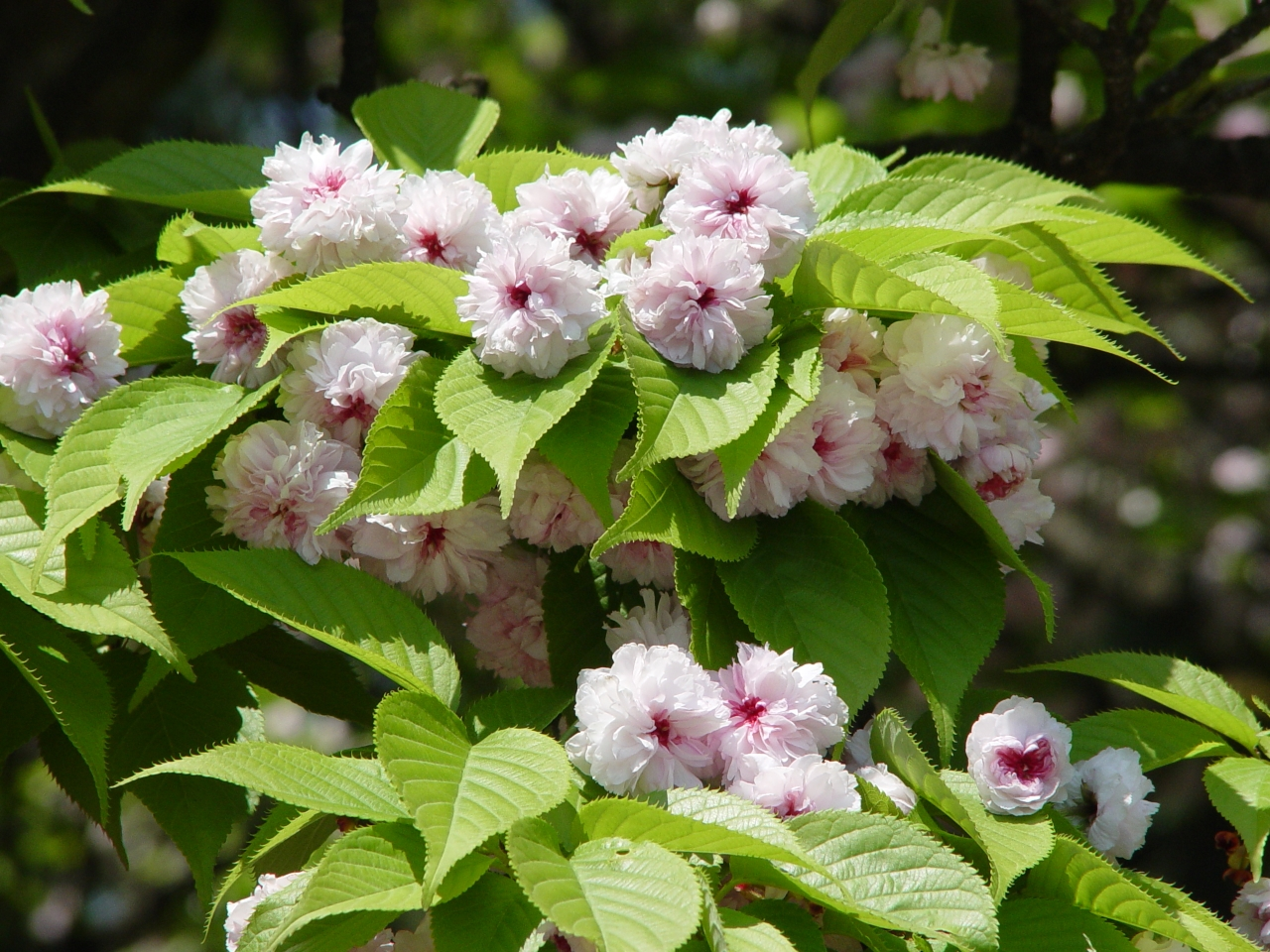
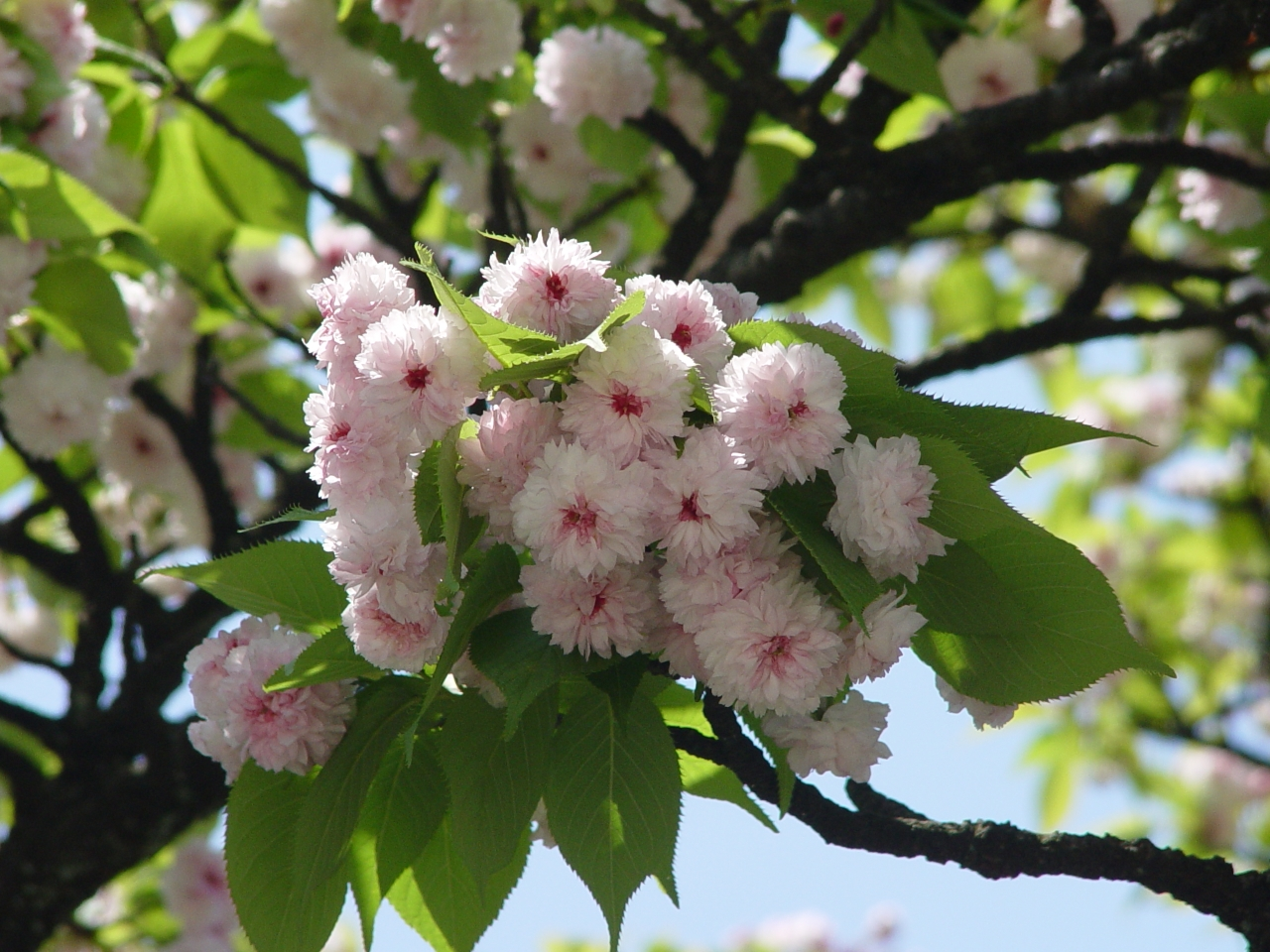
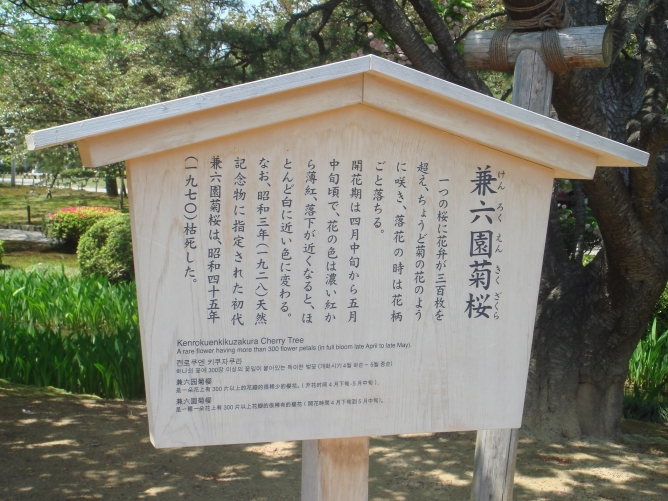

- Datos: Q5959635